# Mainzlarer Kirche

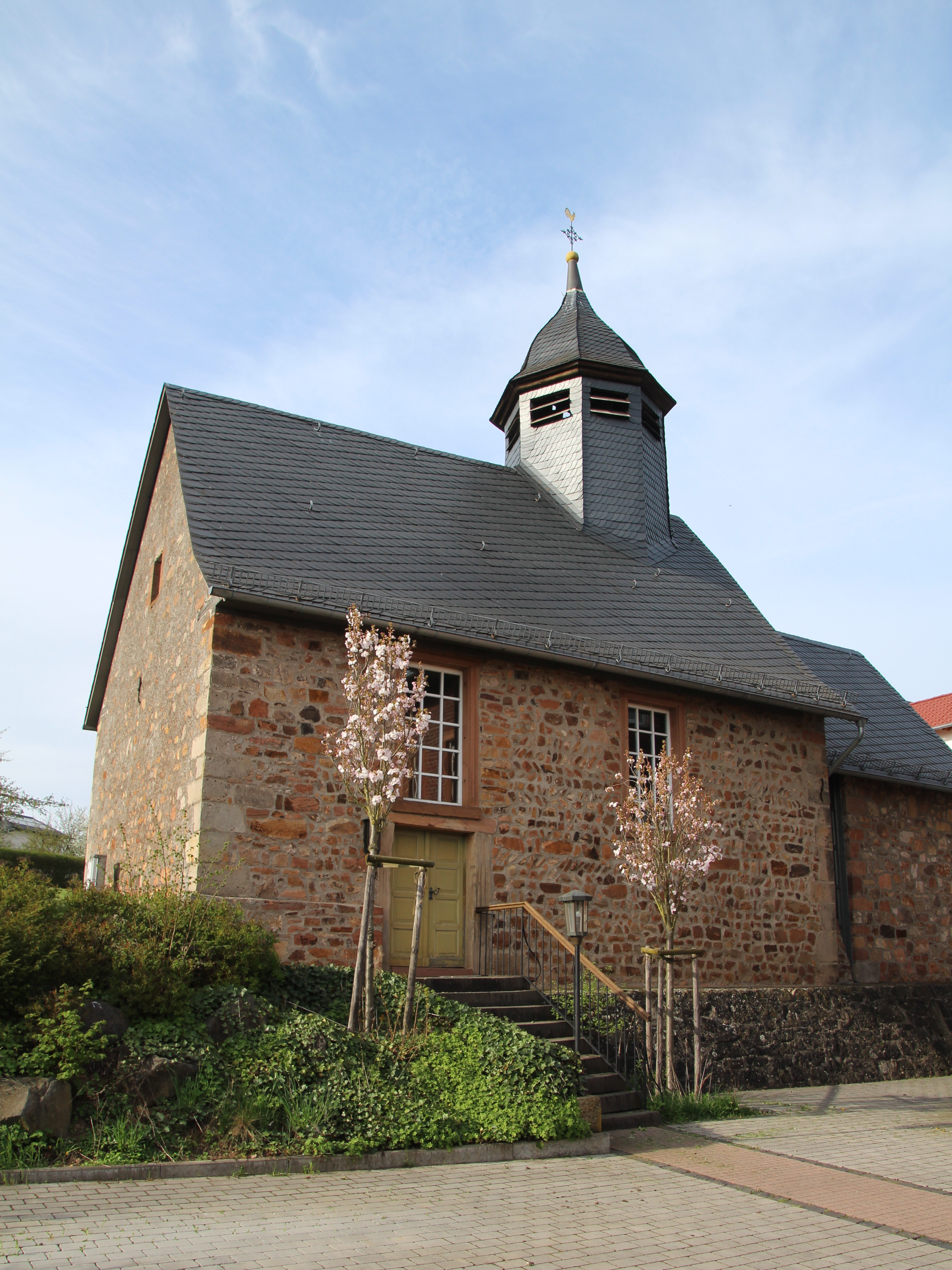
Ansicht von Südwesten

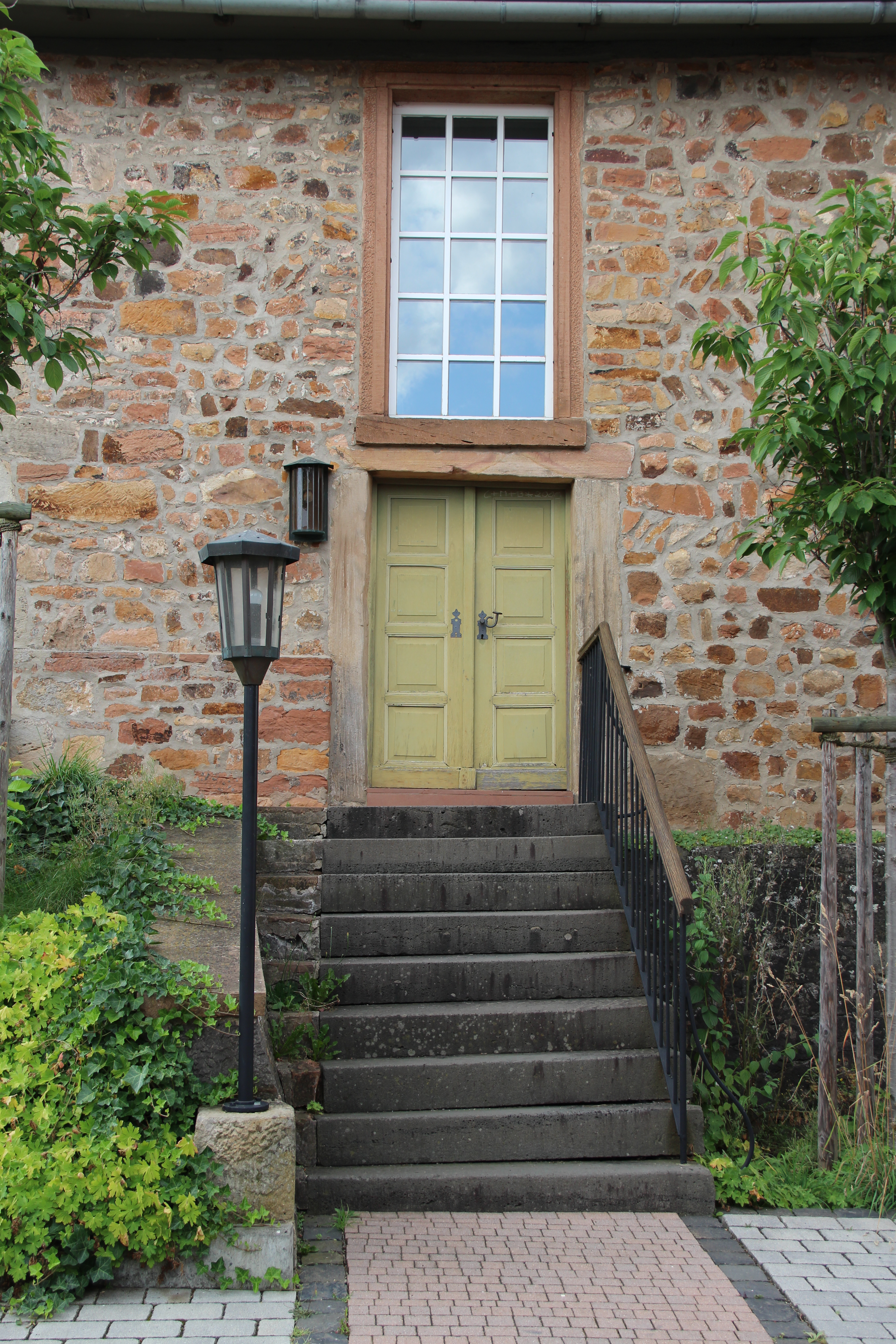
Südportal

Die evangelisch-lutherische Mainzlarer Kirche im hessischen Mainzlar in der Gemeinde Staufenberg, Landkreis Gießen wurde in der ersten Hälfte des 12. Jahrhunderts errichtet und zählt zu den ältesten erhaltenen Kirchen des Landkreises. Im Laufe der Jahrhunderte wurde das hessische Kulturdenkmal mehrfach umgebaut, blieb aber in der Grundsubstanz erhalten.
Die Kirchengemeinde gehört zum Dekanat Gießener Land in der Propstei Oberhessen der Evangelischen Kirche in Hessen und Nassau.

## Geschichte

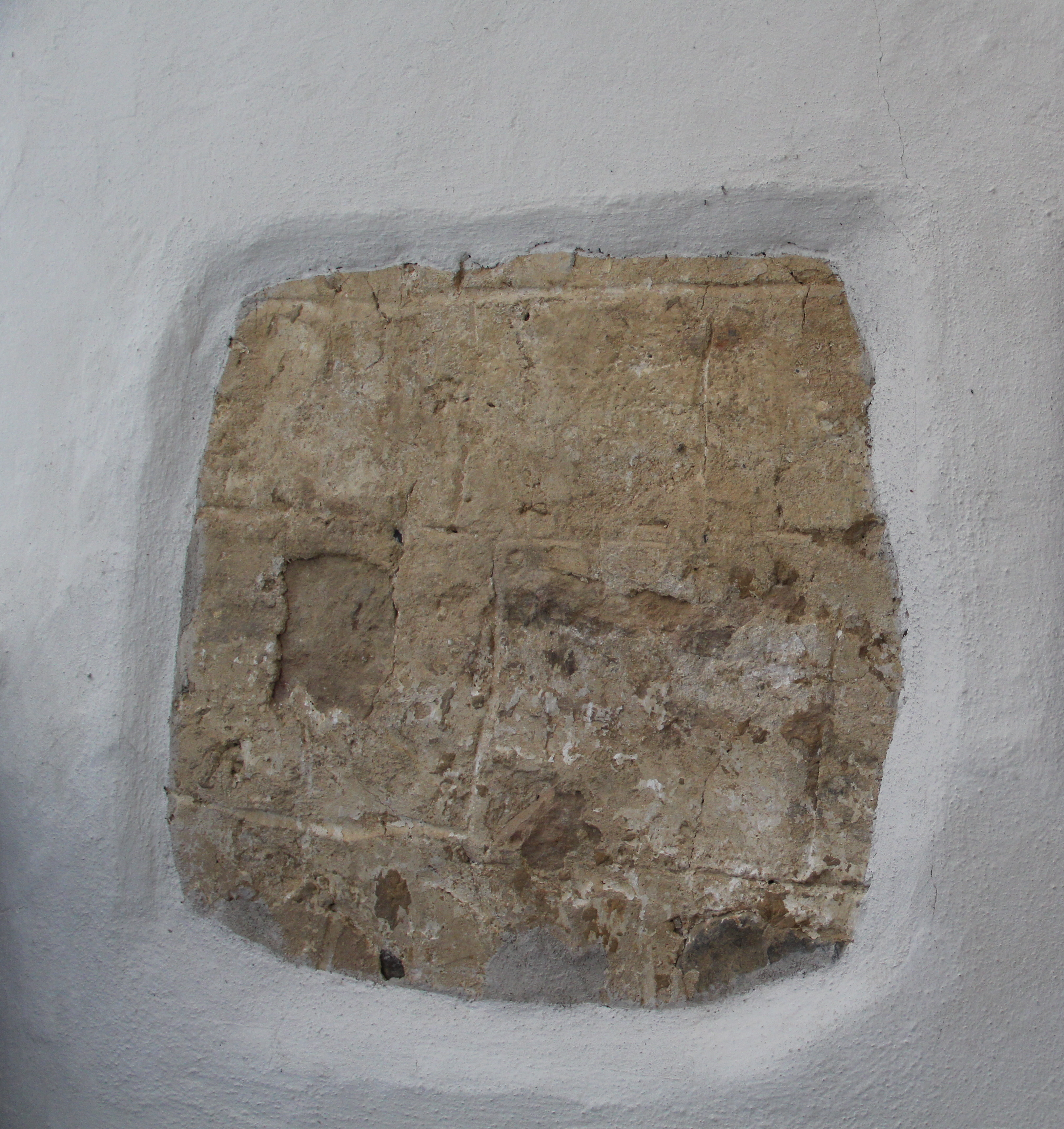
Pietra-Rasa-Verputz

Die Kapelle wurde um 1100 als Filial zur Kirchberger Sendkirche errichtet und diente der Seelsorge („cura animarum“). Möglicherweise gehen ihre Ursprünge auf die karolingische Zeit zurück, da Reste römischen Quaderverputzes (Pietra Rasa) erhalten sind. Sie gehörte zum Archidiakonat St. Stephan in der Erzdiözese Mainz. Das Gotteshaus wurde im Osten durch einen rechteckigen oder quadratischen Chor abgeschlossen und hatte ursprünglich einen offenen Dachstuhl mit einer Schräge von 39–40°. Um 1337 erhielt die Kapelle ein steileres Sparrendach im Stil der Gotik, dem wahrscheinlich ein Dachreiter aufgesetzt wurde. Die zweitverwendeten Hölzer des Gebälks wurden dendrochronologisch um 1100 datiert. Nach Aussage eines Kirchberger Salbuchs war der Chor in den 1560er Jahren verfallen. Der Dachreiter wurde um 1615 errichtet und wohl anstelle eines älteren erneuert.
Im Dreißigjährigen Krieg erlitt die Kirche 1646 durch die Schweden starke Schäden. Infolgedessen wurde der abgängige Rechteckchor abgetragen und der Triumphbogen sekundär vermauert. Die Reparaturen fanden erst im Jahr 1654 ihren Abschluss. Im späten 18. oder frühen 19. Jahrhundert wurden die kleinen rundbogigen romanischen Fenster durch die heutigen rechteckigen Fenster vergrößert. In diesem Zuge erhielt die Tür ihre gegenwärtige Gestalt mit geradem Sturz. Der Westgiebel wurde wahrscheinlich im Jahr 1875 neu aufgeführt.
Umgestaltungen des Innenraums fanden in den Jahren 1890 bis 1892 und 1976 statt.
Die Restaurierung der Kirche in den 1990er Jahren wurde durch eine sorgfältige Bestandsaufnahme, eine Photogrammetrie des Mauerwerks, eine Sichtung und Auswertung der Archivalien, eine Fotodokumentation und durch dendrochronologische Untersuchungen der Dachkonstruktion vorbereitet. Ein 1991 gegründetes Freies Institut für Bauforschung und Dokumentation e.V. verantwortete den Arbeitsbericht. 1993/1994 wurden der Ostchor rekonstruiert, die Vermauerung des Triumphbogens und das Ostfenster entfernt und die Kirche umfassend renoviert.

## Architektur

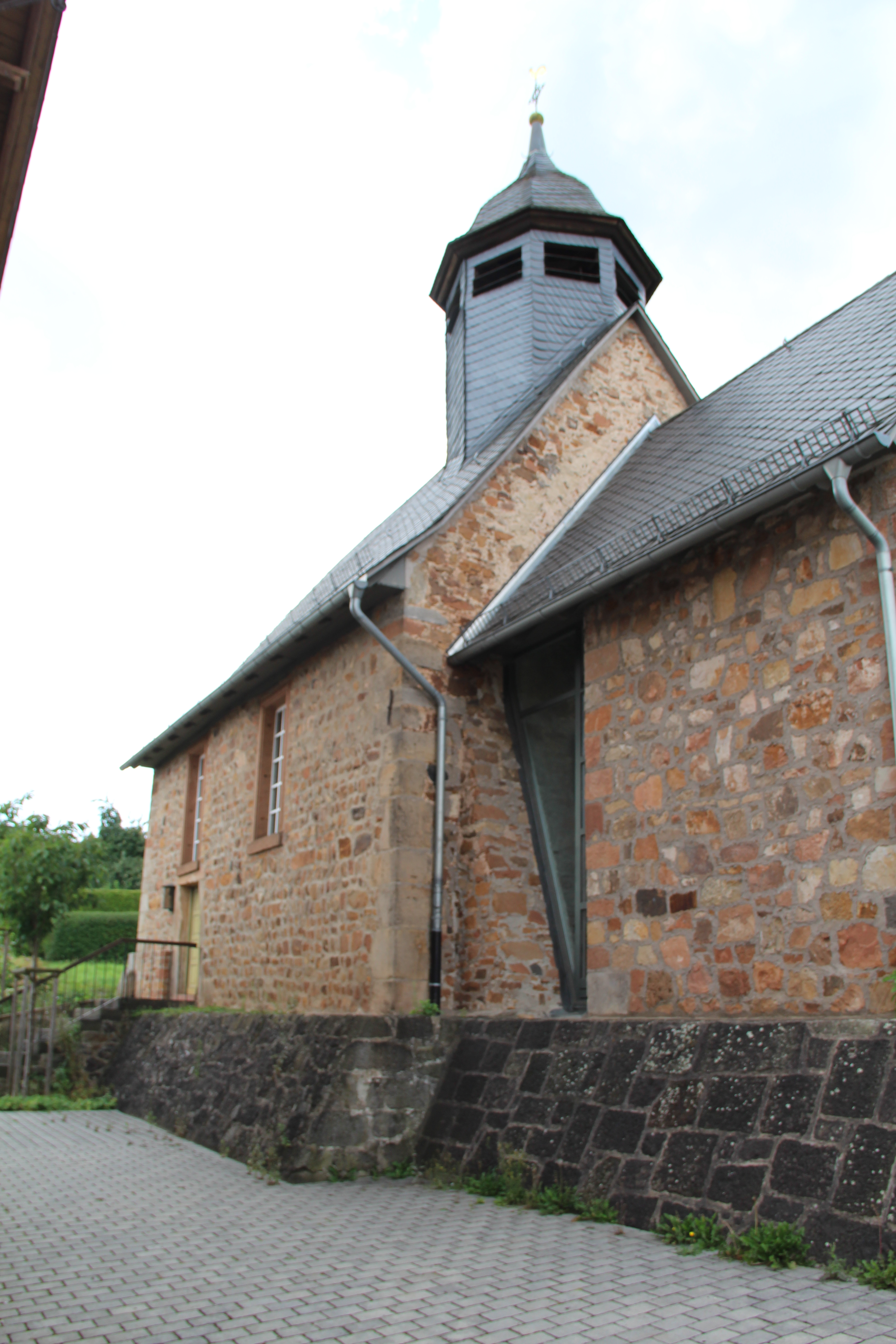
Südseite

Die kleine, in etwa geostete Saalkirche auf rechteckigem Grundriss liegt am Rande einer Terrassierung, die im 19. Jahrhundert angelegt wurde. Im Osten wird die Kirche von einem eingezogenen längsrechteckigen neuen Chor abgeschlossen. Die Wände sind aus rotem Sandstein-Bruchstein in horizontalen Schichten aufgeführt. An der Nordseite ist eine Zwischenschicht aus schräg gesetzten plattenartigen Steinen entsprechend der römischen Mauertechnik im Pietra-Rasa-Verputz aufgemauert. Es handelt sich sozusagen um ein halbes Opus spicatum. Andere Besonderheiten der Nordwand sind, dass sie dünner als die übrigen alten Wände aufgeführt und leicht nach innen gewölbt ist. Die Eckquaderungen bestehen aus grauem Sandstein. An der östlichen Giebelseite der Saalkirche sind zwei keilförmige Mauerreste in Form von Strebepfeilern erhalten, die in den rechteckigen Choranbau einbezogen und durch darüber angebrachte Glasflächen hervorgehoben sind. An den südlichen Mauerstumpf schließt sich eine Schwelle eines Portals an, das dem Priester als Zugang zum Chor diente. Zudem ist der Abdruck des alten Chordachs im Verputz des Ostgiebels erhalten.
Der Innenraum wird an der Südseite durch zwei große, rechteckige, barockisierende Fenster mit Sandsteingewänden belichtet und durch ein rechteckiges Portal mit profillosem Gewände unter dem linken Südfenster erschlossen. Im östlichen Giebeldreieck ist ein kleines Rechteckfenster aus der ersten Hälfte des 14. Jahrhunderts eingelassen, ein etwas größeres im westlichen Giebeldreieck. Ansonsten sind beide Seiten ebenso wie die Nordseite fensterlos. Der Choranbau erhält neben den beiden Glasflächen über den alten Mauerresten durch ein schmales, östliches Bleiglasfenster Licht.
Das steile Satteldach hat im Osten einen achtseitigen Dachreiter mit einer Welschen Haube, die von einem Turmknopf und Kreuz bekrönt wird. Die beiden Langseiten und der Ostgiebel haben außen in weiten Teilen noch den ersten Rasa-Pietra-Verputz, der durch Fugenstrich Quaderwerk vortäuscht. Dieser Verputz ist teils noch an den Innenwänden erhalten und bis in den Bereich des heutigen Dachs angebracht, was auf den offenen Dachstuhl hinweist. Auch die beiden zweitverwendeten Spolien im Dachwerk sprechen für eine ursprünglich offene Dachkonstruktion.

## Ausstattung

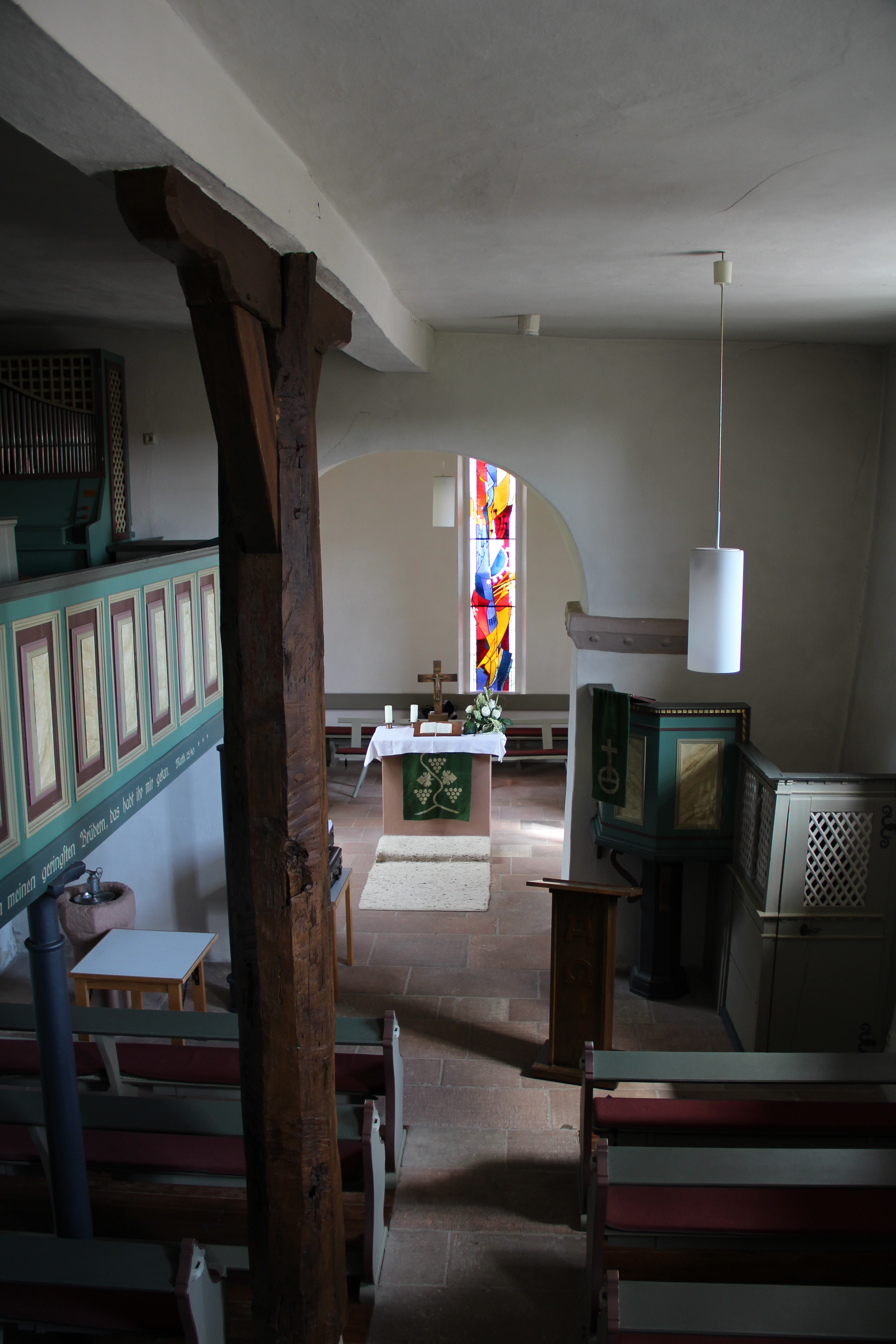
Innenraum Richtung Osten

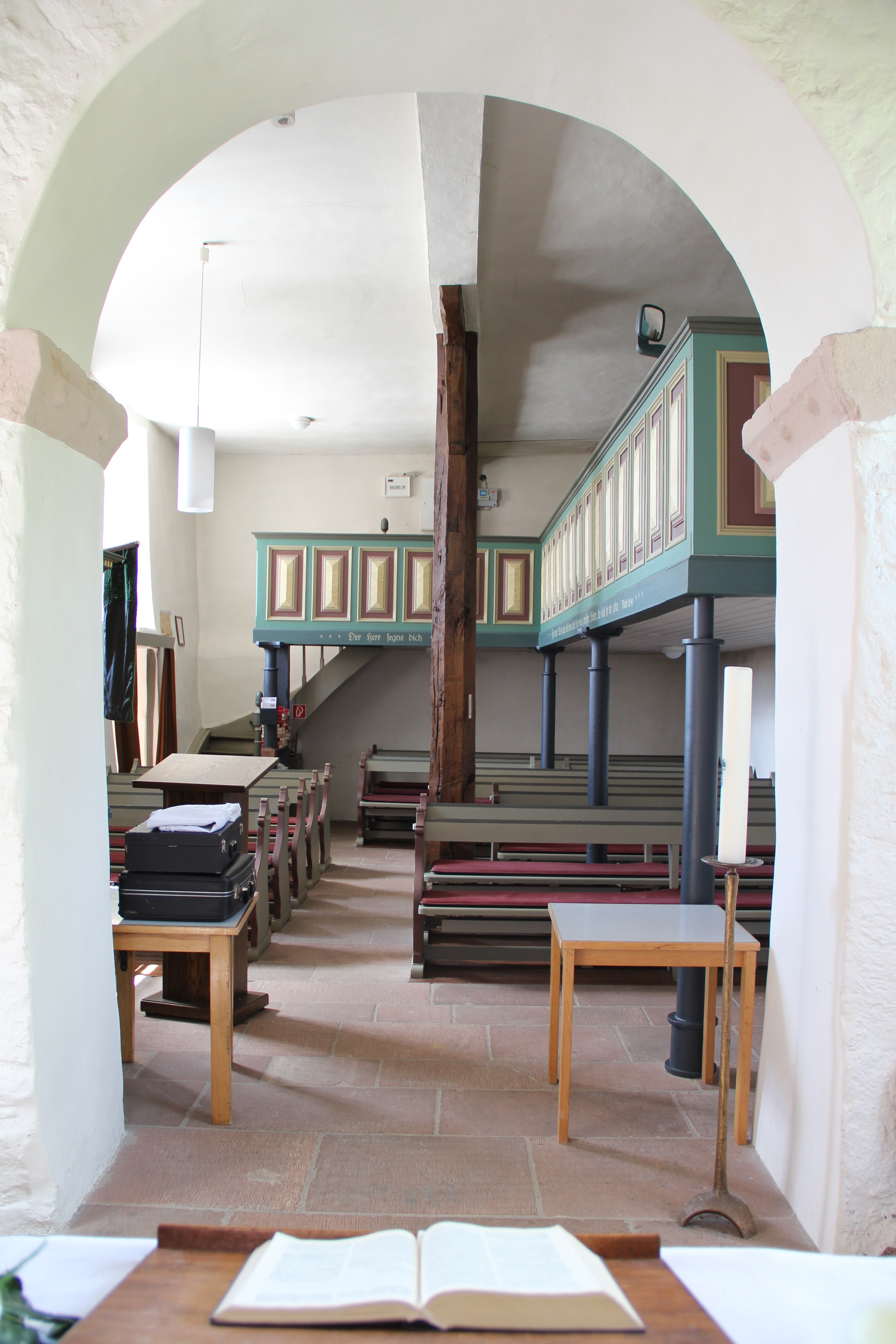
Chorbogen mit Blick ins Schiff

Der Innenraum wird von einer Flachdecke abgeschlossen, die auf einem Längsunterzug ruht. Der achteckige Stützpfosten mit Zierstützen stammt aus der Zeit der Renovierung im Jahr 1337. Der runde Triumphbogen aus romanischer Zeit war bis 1993 als Nische mit Fenster erkennbar. Er weist eine Breite von 2,31 Meter auf. Die Kämpferprofile sind nach außen verlängert und auf der Fase mit vier hervortretenden Halbkugeln verziert. Seit 1994 gewährt er den Zugang zum modernen Choranbau.
Die gekehlte Altarplatte stammt aus alter Zeit, wurde aber später verkleinert (1,25 × 0,60 × 0,19 Meter). Auf ihr steht ein hölzernes Kruzifix. Aus dem 17. Jahrhundert stammen zumindest Teile der hölzernen, polygonalen Kanzel, die 1892 gefertigt wurde. Die drei Kanzelfelder sind mit profilierten Rechtecken kassettiert. Die Kanzel ruht auf einem sechseckigen Pfosten, der durch zwei geschwungene Bögen verziert wird. Der Pfarrstuhl mit durchbrochenem Gitterwerk in der Südostecke verdeckt den Kanzelaufgang.
In der Nordostecke steht das pokalförmige, oktogonale Taufbecken aus rotem Sandstein. Das Gestühl wurde in Jahren 1892/1893 geschaffen. In derselben Zeit wurden die Emporen an der Nord- und Westseite mit kassettierter Brüstung erneuert, die auf verkleideten gusseisernen Säulen ruhen. Eine Treppe in der Südwestecke ermöglicht den Zugang.

## Orgel

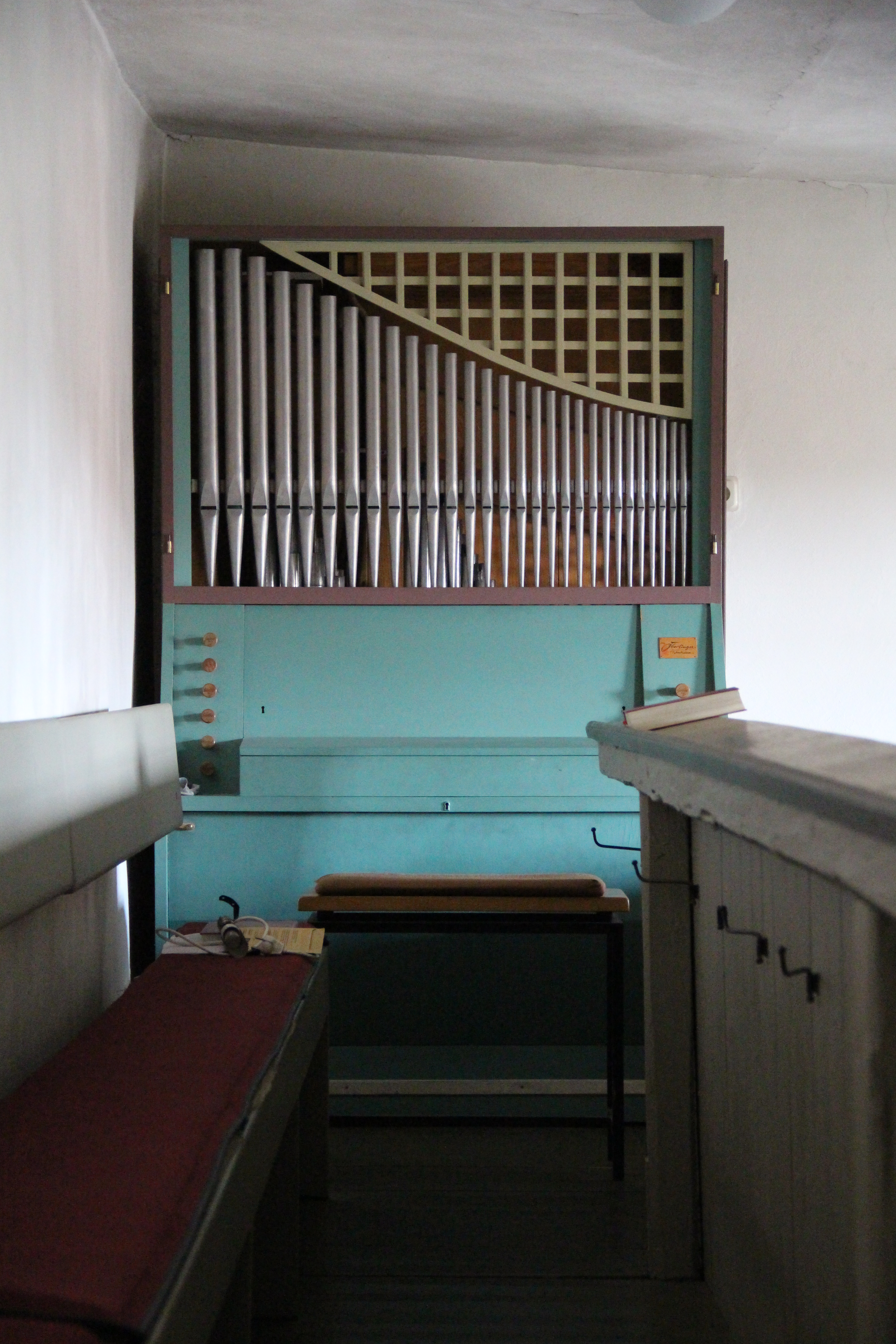
Oberlinger-Orgel

Die Gemeinde schaffte erst spät, um 1975, ein Orgelpositiv der Firma Oberlinger mit sieben Registern an. Das pedallose Instrument steht links vom Triumphbogen auf der Nordempore. Es verfügt über mehrere geteilte Register. Die Disposition lautet:
| Manual C–f3       |    |
| Gedackt B/D       | 8′ |
| Gambe (ab c1)     | 8′ |
| Principal D       | 4′ |
| Rohrflöte B/D     | 4′ |
| Principal         | 2′ |
| Sesquialtera II D |    |
| Cimbel II         |    |

## Geläut
Der Dachreiter beherbergt ein Dreiergeläut mit Glocken von 1633, 1949 und 1972 in den Tönen e2-g2-b2 (Doppelterz/Tritonus). Die älteste und kleinste wurde im Jahr 1633 von Georg Schirnbein gegossen. Eine größere Glocke mit einem Durchmesser von 0,54 Meter und der Inschrift „1733 GOS MICH JOHAN PHILIPS HENSCHEL IN GISEN“ musste im Zweiten Weltkrieg abgegeben werden. Sie wurde 1949 durch einen Neuguss bei den Gebr. Rincker ersetzt und 1972 von Petit & Gebr. Edelbrock um eine dritte Glocke ergänzt.
| Nr. | Gussjahr | Gießer, Gussort                  | Durchmesser (mm) | Schlagton | Inschrift                                                         | Bild |
| 1   | 1972     | Petit & Gebr. Edelbrock, Gescher |                  | e2        | „DAS 1000 JÄHRIGE MAINZLAR – SICH ZUM ANDENKEN UND GOTT ZUR EHRE“ |      |
| 2   | 1949     | Gebr. Rincker, Sinn              |                  | g2        | „ICH WILL SINGEN VON DER GNADE DES HERRN“                         |      |
| 3   | 1633     | Georg Schirnbein, Marburg        | 490              | b2        | „ANNO 1633 GEORG SCHERNBEIN GOS MICH ZV MARPVRG“                  |      |